# 枝幸町国民健康保険病院
枝幸町国民健康保険病院（えさしちょうこくみんけんこうほけんびょういん）は、北海道枝幸郡枝幸町にある医療機関。枝幸町国民健康保険病院事業等の設置に関する条例（平成18年3月20日条例第187号）に基づき設置された枝幸町が運営する公立病院である。

## 沿革
- 2006年（平成18年） - 「旧枝幸町」と「旧歌登町」の合併により、枝幸町国民健康保険病院および枝幸町国民健康保険歌登病院による病院事業開始
- 2011年（平成23年） - 病院再編計画に基づき、枝幸町国民健康保険歌登病院を廃止し、枝幸町国民健康保険病院、枝幸町国民健康保険歌登診療所、介護老人保健施設うたのぼりとして再編・開設
- 2022年（令和4年）3月31日 - 枝幸町国民健康保険歌登診療所を廃止（最終診療日は2022年2月22日）[1]。
- 2023年（令和5年) 10月1日 - 一般病棟の病床数を４６床から６０床、療養病棟の病床数を３７床から２３床に変更[2]

## 診療科目
- 内科
- 循環器科
- 小児科
- 精神科
- 外科
- 整形外科
- 脳神経外科
- 婦人科
- 眼科
- 皮膚科
- リハビリテーション科

## 医療機関の指定等
- 保険医療機関
- 労災保険指定医療機関
- 指定自立支援医療機関（更生医療・育成医療・精神通院医療）
- 結核予防法指定医療機関
- 小児慢性疾患指定医療機関
- 特定疾患指定医療機関
- 原爆被爆者医療機関
- 生活保護法指定医療機関

## 交通アクセス
- 宗谷バス・道北バス特急えさし号利用。
- JR宗谷本線音威子府駅よりハイヤーで55分[3]。

## 関連施設
- 介護老人保健施設うたのぼり（令和4年3月31日で廃止）